# Cai Lun

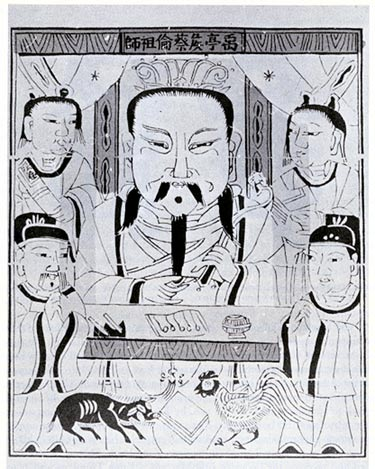
Cai Lun

Cai Lun (chinesisch 蔡倫 / 蔡伦, Pinyin Cài Lún, W.-G. Ts'ai Lun; * um 50; † um 121) war ein Eunuch und Beamter der Behörde für Fertigung von Instrumenten und Waffen am chinesischen Kaiserhof aus Guiyang in der Provinz Hunan unter Kaiser He.
Cai Lun dokumentierte um 105 n. Chr. die Papierherstellung im östlichen Han-Reich und gilt als der Erfinder des Papieres, obwohl erwiesen ist, dass es schon seit dem 2. Jh. v. Chr. Papier gegeben hat. Er beschreibt das Aufschließen (Lignine und Inkrusten) von Pflanzenfasern (Ramiegras, Bambusgras oder Maulbeerbast) und Hadern (Lumpen) und die Methode des „Verfilzens“ durch Schöpfen mit einer Form. Er nimmt aufgrund seiner Hinzufügung von Zellstoff über Baumrinde und Hanfspitzen, die zur groß angelegten Herstellung und weltweiten Verbreitung von Papier führte, einen zentralen Platz in der Geschichte des Papiers ein.

## Rezeption
Cai Lun wurde auf der Liste „Die 100 einflussreichsten Persönlichkeiten der Menschheitsgeschichte“ von Michael H. Hart auf Platz 7 ausgewiesen.
Am 2. August 2010 wurde der Mondkrater Cai Lun nach ihm benannt.